# Copa Costa Rica 1970
En 1970 se efectuó la edición 34 de los torneos de Copa del fútbol costarricense (cuarta edición con el nombre de Copa Costa Rica), organizada por la Federación de Fútbol. 
El Deportivo Saprissa con la dirección técnica de Marvin Rodríguez, se proclamó monarca del certamen de manera invicta (ganó ocho partidos y empató dos encuentros); al vencer en una hexagonal final al Cartaginés, Puntarenas, Herediano, Paraíso y Rohrmoser; los dos últimos equipos de segunda división.
El 24 de febrero de 1971 el Saprissa se corona campeón de la Copa Costa Rica concerniente a 1970 al vencer al extinto Rohrmoser FC 2-0, duelo por la hexagonal final con lo cual los morados llegaron a 10 puntos, inalcanzables para los verdes.
El goleador del torneo fue José Arguedas de Paraíso con 7 goles. La Copa Costa Rica 1970 fue la edición de los torneos de copa en donde más anotaciones se consiguieron, con 210 tantos.
| Deportivo Saprissa |
| 5° título          |

| Predecesor: Torneo de Copa 1967 | Torneo de Copa de Costa Rica 1970 | Sucesor: Torneo de Copa 1972 |